# IEEE 802.15
IEEE 802.15 är standarder från IEEE för WPAN, det vill säga trådlösa korthållsnätverk.
Exempel på standarder som ingår i samlingen:
- Bluetooth - IEEE 802.15.1
- Wireless USB och High-rate WPAN - IEEE 802.15.3
  - UWB-baserat radiogränssnittsalternativ - IEEE 802.15.3a
- IEEE 802.15.4, som andra protokollfamiljer, till exempel ZigBee, använder sig av.